# Alois Brunner
Pour les articles homonymes, voir Brunner.
Alois Brunner, né le 8 avril 1912 à Nádkút (en allemand : Deutsch Kaltenbrunn) dans le royaume de Hongrie, dans l'Empire austro-hongrois, située aujourd'hui en Autriche, et probablement mort en décembre 2001 ou en 2010 à Damas, en Syrie, est un membre du parti nazi et un officier SS, qui se rend célèbre par son action contre les Juifs pendant la Seconde Guerre mondiale dans plusieurs pays d'Europe. Il est l'organisateur des actions du RSHA.
Alois Brunner est l'un des criminels de guerre nazis les plus recherchés, longtemps resté l'un des derniers criminels de guerre nazis en vie et impunis. En Syrie, il devient conseiller d'Hafez el-Assad, aide à former les services de renseignement, à organiser la répression et la torture dans les prisons du régime.

## Biographie

### Un nazi parmi d'autres
Aloïs Brunner naît en 1912 à Nádkút en Hongrie à 150 km au sud de Vienne. Son père, Joseph Brunner et sa mère, Anna Kruise, sont de petits paysans du Burgenland, profondément catholiques et antisémites. À l'âge de 15 ans, il devient apprenti dans un grand magasin de Fürstenfeld, en Autriche.
En 1931, à l'âge de 19 ans, il adhère au NSDAP. Il s'inscrit en 1932 à l'école de police privée de Graz. Il intègre la Légion autrichienne, vivier des futurs responsables de la Shoah, en 1933. Il y côtoie : Adolf Eichmann, Odilo Globocnik, Rolf Günther, Ernst Kaltenbrunner, Franz Novak, Franz Stangl… Âgés, pour la plupart, de vingt à trente ans, ces hommes sont les cadres dirigeants de l'Office central pour l'émigration juive à Vienne, fondée en août 1938 par Adolf Eichmann. La même année, Brunner entre à la SS puis au SD en 1939.

### Un acteur essentiel de l'extermination des Juifs
Il devient par ses fonctions l'un des rouages importants de la Solution finale aux côtés d'Adolf Eichmann. Il est notamment l'instigateur des faits suivants :
- déportation vers les camps d'extermination de 47 000 Juifs autrichiens ;
- déportation vers les camps d'extermination de 43 000 Juifs grecs (voir : « Histoire des Juifs à Salonique ») ;
- chef du camp de Drancy, puis organisateur de rafles sur la Côte d'Azur, il fait déporter 25 000 Juifs français ou résidant en France au départ de la gare de Bobigny vers Auschwitz principalement ;
- il est également impliqué dans les rafles de Berlin et dans la déportation des enfants d'Izieu.

#### La déportation des Juifs d'Autriche
À partir du 21 décembre 1939, Eichmann dirige depuis Berlin la section IV B4 de la Gestapo, chargée des affaires juives. Brunner lui succède à la tête de la Centrale de Vienne qui devient le « laboratoire » pour l'internement et la déportation des Juifs du Reich et des pays occupés. Dès octobre 1939, Brunner fait déporter un millier de Juifs autrichiens à Nisko près de Lublin. Il est promu Obersturmführer (lieutenant SS), l’année suivante. À Vienne, suivant le modèle du Judenrat mis en place dans les communautés juives de Pologne, il impose aux Juifs d'Autriche la création d'une police juive ou Jupo qui est chargée de coopérer à la constitution de cinq convois de déportés en direction de Lublin, du 15 février au 12 mars 1941. À partir d’août 1941, il interdit l’émigration des hommes juifs âgés de 18 à 45 ans. Du 15 octobre au 2 novembre, cinq nouveaux convois sont dirigés vers le ghetto de Łódź. En janvier 1942, quinze jours après la conférence de Wannsee qui organise la Solution finale du « problème juif », Brunner est promu Hauptsturmführer (capitaine SS) et, en juillet, inspecteur de la SIPO-SD. Du 9 avril au 14 juin 1942, six nouveaux convois de Juifs quittent l’Autriche pour Lublin. 5 000 Tziganes sont également déportés sur ordre de Brunner.
Nommé ensuite à Berlin, en octobre 1942, il y organise en deux mois la déportation de 20 000 Juifs.

#### La déportation des Juifs de Salonique
Le 6 février 1943, Alois Brunner et Dieter Wisliceny arrivent en Grèce. Pour organiser la déportation de la communauté juive de Salonique, ils imposent aux Juifs de Grèce les lois de Nuremberg. Les Juifs sont rassemblés fin février 1943 dans quatre ghettos : Kalamaria, Singrou, Vardar et Agía Paraskeví près d'Athènes. Ils sont ensuite transférés dans un camp de transit du quartier du baron Hirsch jouxtant la gare de Salonique, à l'ouest de la ville. De là, les trains de la mort les emmènent à Auschwitz-Birkenau. Pour accomplir leur mission, les SS imposent à la communauté juive la création d'une police juive à leur service.
De mars à août 1943, plus de 25 convois quittent Salonique pour Auschwitz-Birkenau par Belgrade et Vienne. Le premier convoi arrive à Auschwitz dans la nuit du 20 au 21 mars 1943. Fin mars, un convoi part pour Treblinka. En tout, 46 000 Juifs sont déportés : 43 850 de Salonique même, 1 132 des villes environnantes et 1 002 de la zone est-Egée. Le voyage d'un convoi dure une dizaine de jours en moyenne. L'état d'affaiblissement des victimes est tel à l'arrivée que la plupart des survivants sont immédiatement destinés à la chambre à gaz.
Dans le dernier convoi, qui part le 7 août, se trouvent 367 Juifs protégés par leur nationalité espagnole qui sont déportés à Bergen-Belsen puis de là purent être transférés à Barcelone puis au Maroc, certains purent atteindre la Palestine mandataire.

### Commandant du camp de Drancy

#### La réorganisation du camp et des déportations de Juifs
Le 9 mai 1943, Brunner est nommé à Paris afin d'intensifier le processus de déportation des Juifs de France. Dépendant directement de Berlin, Brunner court-circuite l’autorité du Judenreferent-SS Heinz Röthke, dans la mise en œuvre de la déportation des Juifs de France.
Accompagné de son équipe mobile de SS autrichiens, Brunner dirige le camp de Drancy à partir du 18 juin 1943. Il prend en main directement la gestion du camp à partir du 2 juillet 1943 et cantonne les gendarmes français à sa garde extérieure. Il réorganise le fonctionnement interne du camp et y fait régner un système de terreur qui s’abat sur les internés. Selon des techniques éprouvées à Vienne, à Berlin et à Salonique, Brunner crée également une police juive au sein même des internés dont il réorganise la hiérarchie.
Cependant, en contrepartie, la nourriture et les conditions d’hygiène s’améliorent, grâce aux colis collectifs de l’Union générale des israélites de France (UGIF).
Le 4 août 1943, il fait fermer les camps de Pithiviers et de Beaune-la-Rolande et fait regrouper les Juifs raflés à Drancy.
Il organise le départ des déportations non plus de la gare du Bourget mais de la gare de Bobigny pour des raisons de discrétion et de logistique.

#### Les rafles de Juifs de la Côte d'Azur
On estime le nombre de Juifs vivant ou réfugiés sur la Côte d'Azur en 1943 à 25 000.
À partir du 10 septembre 1943, à la suite de l’armistice signé entre l’Italie et les Alliés, la Gestapo entre à Nice et y organise la traque des Juifs selon un plan préétabli par Röthke et Brunner. Les rafles sont pratiquées dans toute l'ancienne région d'occupation italienne avec une méthode, une intensité et une cruauté jusque-là inusitées en France :
- pour la Gestapo, la circoncision vaut appartenance à la « race » juive ;
- des « physionomistes » installés sur des voiturettes sont chargés de repérer les Juifs dans les rues et de les arrêter ;
- des rafles sont systématiquement opérées dans les hôtels et les meublés ;
- des bandes organisées de dénonciateurs font la chasse aux Juifs riches pour les dépouiller et prévenir la Gestapo qui vient les arrêter ;
- les trains sont méticuleusement contrôlés.

Les réseaux de résistance délivrent force faux papiers, mais jusqu'au 14 décembre, 2 500 Juifs sont arrêtés et détenus à l’hôtel Excelsior près de la gare de Nice ; le docteur Abraham Drucker, médecin juif interné au camp de Drancy, transféré à Nice pendant trois mois, chargé d'examiner les Juifs arrêtés, témoigne de sa brutalité. Brunner demeura dans la région niçoise du 10 septembre au 15 décembre 1943, parvenant à déporter 1 820 personnes en 28 convois, ses successeurs en raflant 1 128 autres (18 convois) jusqu'à la fin juillet 1944. Une stèle commémorative a été édifiée devant l'hotel Excelsior. Charlotte Salomon, Arno Klarsfeld, père de Serge Klarsfeld, Roman Joffo, père de Joseph Joffo, André, Jean et Simone Jacob font partie des déportés.

#### Des rafles de Juifs dans toute la France
À partir de janvier 1944, Brunner fait procéder à des rafles en province et en région parisienne. En février 1944, son passage à Grenoble entraîne l'arrestation de Juifs dans la ville.
Conjointement avec Helmut Knochen, chef de la police de sécurité en France, il signe, le 14 avril 1944, un ordre d'arrestation de tous les Juifs de nationalité française restant sur le territoire : orphelinats, prisons, camps de travail sont vidés de leurs occupants juifs, les campagnes sont ratissées… Cette dernière vague d'arrestation a pour conséquence la déportation de 6 000 Juifs (parfois dénoncés pour toucher une prime réservée aux délateurs) envoyés de France dans les camps d'extermination en Pologne. Seuls les conjoints de non-Juifs sont, depuis 1943, en principe, provisoirement épargnés au profit de l’Organisation Todt ou d'autres camps en région parisienne.
Brunner reçoit, dans la traque des Juifs, l'aide de la Milice de Joseph Darnand.

#### Les derniers convois au départ de Drancy
En juin 1944, Brunner fait partir un convoi de 1 500 personnes.
Mais les arrivées à Drancy se font de plus en plus rares, et malgré le débarquement de Normandie, il veut absolument continuer les déportations de Juifs. Dès lors naît en lui l'idée de se rabattre sur les centres d'enfants qui sont entretenus par l'UGIF à Paris et en banlieue. Il rassemble ainsi à Drancy cinq cents enfants âgés de un à quinze ans, accompagnés de leurs directeurs et de leurs assistances sociales. Le 31 juillet 1944, 1 314 personnes, dont trois cents enfants quittent Drancy en direction du centre de mise à mort d'Auschwitz-Birkenau (convoi no 77). Parmi eux se trouvent les 20 petites filles de l'orphelinat de Saint-Mandé et leur directrice, Thérèse Cahen.
Il fait partir un dernier convoi de Drancy, le 17 août 1944, avant que les derniers internés ne soient libérés par le consul de Suède Raoul Nordling. Aidé de la gendarmerie française, il a fait déporter en un an, 22 427 hommes, femmes et enfants, soit près du tiers des déportés juifs de France.

### La déportation des Juifs de Slovaquie
En septembre 1944, à Bratislava, il assiste Josef Witiska, chef de l'Einsatzgruppe H, dans le processus de déportation des Juifs slovaques. Il organise, dans la nuit du 25 au 26 septembre 1944, la rafle de 1 800 Juifs de la capitale slovaque qui sont internés avec les 5 000 du camp de concentration de Sereď, antichambre d’Auschwitz. Plus de 13 500 Juifs sont déportés de Slovaquie sur ordre de Brunner.
Le dernier convoi qu'il organise avant la fin de la guerre part le 13 mars 1945 de Sered.
Après avoir démantelé le camp de Sered en 1945, Brunner réussit à gagner Vienne puis, en avril, Prague où se trouve replié le QG d’Eichmann.

### L'après-guerre, condamnation à mort par contumace
Lors de l’entrée des troupes soviétiques en Tchécoslovaquie, il prend une nouvelle identité, « Aloïs Schmaldienst » et réussit à se soustraire aux partisans tchèques. Il est finalement interné dans un camp américain près de Vienne. Il semble que son identité soit confondue avec celle d'Anton Brunner, qui est exécuté, ce qui lui permet d'échapper aux Alliés. Libéré, il mène une existence paisible à Essen, en Allemagne, bien que figurant sur la liste no 1 des criminels de guerre établie par le Tribunal militaire international de Nuremberg. Craignant d’être découvert, il s'enfuit en Égypte en 1953, avant de gagner la Syrie en 1954, aidé par Mohammed Amin al-Husseini, le grand mufti de Jérusalem. Il y retrouve Franz Rademacher qui l'embauche dans sa société Orient Trading Company (OTRACO), sous le nom de Georg Fischer.
Brunner est condamné à mort par contumace par le Tribunal permanent des forces armées à Paris, le 3 mai 1954,.
Le 2 mars 2001, il est condamné à nouveau en France par contumace à la prison à perpétuité pour crimes de guerre et crimes contre l'humanité.

### L'exil en Syrie
Il est traqué sans relâche par Simon Wiesenthal, mais trouve refuge à Damas où il serait connu sous le nom de « Dr Georg Fischer » ou bien « Ali Mohammed ». L'Allemagne et d'autres pays réclament sans succès son extradition.
Une photo, prise en 1961, le représente alors affublé d'une moustache, contrairement à son habitude. Le 3 septembre de cette même année, le Mossad (services secrets israéliens) l'ayant localisé, lui envoie un colis piégé : deux agents de la poste de Damas sont tués, Brunner (qui se fait alors appeler « Fisher ») n’est que blessé bien qu’il soit donné mort par la police. Brûlé au visage, il perd l’œil gauche. Un autre colis piégé est envoyé en 1980, lui causant la perte de plusieurs doigts.
En 1966, après le coup d'État qui porte le parti Baas au pouvoir, Alois Brunner commence à conseiller les services de sécurité syriens. Pour Serge Klarsfeld, « Le clan Assad devait éprouver de la sympathie pour celui qui, comme eux, éprouvait de la haine contre les Juifs. D’après les services spéciaux, cet ancien ingénieur de la solution finale a transmis son savoir-faire et a contribué à la montée d’Hafez el-Assad au pouvoir. » Il prend encore plus d'importance en 1971 après le coup d'État qui place Hafez el-Assad à la tête de la présidence. Selon ses anciens gardes de la sécurité d'État, « il est allé voir directement Hafez al-Assad en se présentant comme un proche d’Hitler. Et c’est là qu’il a été désigné comme un de ses conseillers ». Il forme tous les chefs de renseignement syriens, et aide à mettre en place la répression ainsi que des techniques de torture dans les prisons. Hedi Aouidj et Mathieu Palain écrivent dans leur ouvrage Le nazi de Damas : « Avec l’aide d’Aloïs Brunner, le nouveau président syrien met sur pied un appareil répressif d’une rare efficacité. Complexe, divisé en nombreuses branches qui toutes se surveillent et s’épient, fonctionnant sur la base du cloisonnement absolu, cet appareil s’érige sur un principe : tenir le pays par l’usage d’une terreur sans limites. »
En 1982, Beate et Serge Klarsfeld localisent son adresse et établissent même un contact téléphonique avec lui, forçant la France et l'Allemagne à déposer une demande d'extradition auprès de la Syrie. En 1985, le journal allemand Bunte parvient à le photographier, ce qui permet à la police criminelle de Wiesbaden de l'identifier formellement.
Dans une interview accordée au Chicago Sun-Times, Brunner déclare en 1987 à propos des Juifs exterminés : « Tous méritaient de mourir parce que c'étaient les envoyés du diable et des ordures humaines. Je n'ai aucun regret et je le referais ». En août 1987, Interpol lance contre lui un mandat d'arrêt international.
Une rumeur fait état de la mort de Brunner, en 1992, en Syrie. Sa fille, Irena Ratheimer, mariée à un député autrichien, n'a jamais confirmé ce décès. L'enquête pour attester la présence d'Alois Brunner, alias Georg Fisher, au 7, rue Georges-Haddad, à Damas, s'avère impossible, tout comme celle pour vérifier si des obsèques chrétiennes ont bien été célébrées pour lui, ou l'existence d'un enterrement dans un cimetière de Damas.
En 1995, le procureur de l'Allemagne annonce une récompense de 333 000 dollars pour toute information qui permettrait son arrestation. En décembre 1999, des rumeurs font état de sa mort en 1996. Des journalistes allemands qui avaient fait un séjour en Syrie affirment qu'il est toujours vivant et qu'il réside à l'hôtel Méridien de Damas.
En juillet 2007, le ministère de la Justice autrichien annonce sur son site qu'une récompense de 50 000 euros est promise à toute personne qui fournirait des informations pouvant conduire à localiser ou capturer Alois Brunner et Aribert Heim.
En juillet 2011, le gouvernement allemand admet avoir détruit des documents concernant la localisation de Brunner, la chute du mur de Berlin, en 1989, ayant bouleversé la procédure d'extradition en cours.
Fin novembre 2014, le centre Simon-Wiesenthal annonce son probable décès en 2010, à Damas, à l'âge de 98 ans, selon les informations recueillies par un ancien agent des services secrets allemands ayant servi au Moyen-Orient.
Une enquête de la revue XXI publiée le 11 janvier 2017 aboutit à la conclusion qu'Alois Brunner est mort dans un cachot à Damas en 2001 où il était enfermé depuis la fin des années 1990, après avoir été durant de longues années le protégé du régime de Hafez el-Assad. Selon le journaliste Hedi Aouidj : « Il se promenait dans Damas, et peu à peu il a été de plus en plus enfermé ; il est mort en 2001 dans un cachot, seul, car il a été lâché par Bachar el-Assad. Ce régime c'est comme la mafia. On l'a laissé dans ce cachot en se disant que peut-être on en aurait besoin plus tard ». Il serait mort dans ce lieu, décrit comme « au sous-sol d’une résidence habitée par des civils », dans Damas.